# Новодонецкая
Новодоне́цкая — станица в Выселковском районе Краснодарского края.
Входит в состав Бейсугского сельского поселения.
Население около двух тысяч жителей.

## География
Станица расположена на реке Бейсужёк (правый приток Бейсуга), в степной зоне, в 17 км северо-западнее районного центра — станицы Выселки. Ближайшая железнодорожная станция — Бурсак, расположена в посёлке Бейсуг, примыкающем к станице.

## История
Селение Новодонецкое основано в 1813 году, в 1833 году преобразовано в станицу Новодонецкую. Станица входила в Кавказский отдел Кубанской области.

## Население
| 2002 | 2010  |
| ---- | ----- |
| 2065 | ↘1805 |

## Русская православная церковь
- Церковь Троицы Живоначальной. Впервые упоминается в архивных документах в 1891 году. Построена в 1914 году тщанием прихожан, освящена 31 мая 1914 года. Здание кирпичное на каменном фундаменте с такой же колокольней[5]. Памятник архитектуры[6]

- Дмитриевская церковь. Имеются данные о том, что приход существовал с 1830 г. Первоначально церковь построена тщанием прихожан в 1857 году. Затем общество станицы 26 марта 1862 года взяло взаимообразно из вспомогательного войскового капитала 9 тысяч рублей на строительство новой церкви. В 1864 году была построена двуглавая деревянная на каменном фундаменте церковь, имеющая при

алтаре два небольших придела: один для ризницы, другой для пономарни. Церковь освящена 1 мая 1864 года
- Покровская единоверческая церковь. Построена на средства благотворителей и освящена 1 октября 1896 года. Здание деревянное, обложенное кирпичом, на каменном фундаменте с такой же колокольней[5].